# Crossandra puberula
Crossandra puberula är en akantusväxtart som beskrevs av Johann Friedrich Klotzsch. Crossandra puberula ingår i släktet Crossandra och familjen akantusväxter. Inga underarter finns listade i Catalogue of Life.